# John Hanna (Politiker)
John Hanna (* 3. September 1827 bei Indianapolis, Indiana; † 24. Oktober 1882 in Plainfield, Indiana) war ein US-amerikanischer Jurist und Politiker.
Hanna studierte Jura an der Indiana Asbury University (heute als DePauw University bekannt) in Greencastle. 1850 graduierte er und wurde in die Anwaltschaft aufgenommen. Hanna praktizierte in Greencastle. Von 1851 bis 1854 war er Bürgermeister der Stadt. Danach zog er nach Kansas. Dort gehörte er 1857 und 1858 dem Parlament des Territoriums an.
Nach seiner Rückkehr nach Indiana war er dort von 1861 bis 1869 als Nachfolger von Daniel W. Voorhees Bundesstaatsanwalt. Er wurde als Republikaner in den Kongress gewählt und vertrat dort den siebten Wahlbezirk des Bundesstaates Indiana vom 4. März 1877 bis zum 3. März 1879 im Repräsentantenhaus der Vereinigten Staaten.